# لو ياو (كاتب)
لو ياو (بالصينية: 路遥) هو كاتب صيني، ولد في 3 ديسمبر 1949 في Qingjian County ‏ في الصين، وتوفي في 17 نوفمبر 1992 في شيان في الصين بسبب سرطان.

## وصلات خارجية
- لو ياو على موقع IMDb (الإنجليزية)
- لو ياو على موقع قاعدة بيانات الفيلم (الإنجليزية)